# 아이모 라흐티
아이모 요한네스 라흐티(핀란드어: Aimo Johannes Lahti, 1896년 4월 28일 ~ 1970년 4월 19일)는 핀란드의 군인, 화기 설계자이다. 20세기 전반에 핀란드군과 북유럽에서 사용했던 여러 중화기를 설계, 개발했다. 설계한 화기중 라흐티  L-35,수오미 기관단총,라흐티 L-39가 대표적이다